# Öhrsonnenuhr
Die Öhrsonnenuhr ist eine Variante der Sonnenuhr mit Nodus. An Stelle der häufiger verwendeten kleinen Kugel (oder einer Stabspitze) wirkt eine Lochblende (ein Öhr). Die Blende wirft anstatt eines punktförmigen Schattens einen Lichtfleck als Zeiger auf das Zifferblatt der Sonnenuhr.
Die bekannteste Öhrsonnenuhr ist die Öhrsonnenuhr von Philipp Matthäus Hahn, einem schwäbischen Pfarrer, Konstrukteur und Erfinder. Philipp Matthäus Hahn baute diese Sonnenuhr um 1767, um sie seinen mechanischen Uhren zum Prüfen und Nachjustieren beizugeben. „Monumentale“ Öhrsonnenuhren wurden zwischen dem 16. und 18. Jahrhundert als Mittagsweiser in einigen Großkirchen Italiens (Meridiana genannt) und Frankreichs (Méridienne) eingerichtet: Das Öhr ist ein rundes Loch in der Südwand dieser Kirchen. Auf die Mittagslinie auf dem Boden der relativ dunklen Kirche fällt am Mittag ein Sonnenfleck, der den Moment des Mittags und die übers Jahr veränderliche Mittagssonnenhöhe anzeigt. Diese Uhren gelten als wissenschaftliche Instrumente, derer sich zu bedienen die katholische Kirche zu dieser Zeit begann.
Mittagsweiser gibt es auch in der Größe einer üblichen Sonnenuhr. Man verwendet dabei mit Vorteil ein rundes Loch als Nodus, weil der entstehende Lichtfleck schärfer ist als ein entsprechender Schattenpunkt. Da nur am Mittag abgelesen wird, entfällt der Nachteil, dass man die Lochblende über den Tag der Sonne nach drehen müsste (ihr immer entgegen), was bei einer schattenwerfenden Kugel nicht nötig ist.
Im weitesten Sinne lässt sich auch eine Mittagskanone (auch Meridiankanone) zu den Öhrsonnenuhren zählen. Diese uhrentechnische Spielerei war in der zweiten Hälfte des 18. Jahrhunderts bis zum Beginn des 19. Jahrhunderts sehr beliebt. Das Öhr ist die Öffnung eines  Miniatur-Kanonenrohrs, in die ein Brennglas eingesetzt ist. Die Kanone war so ausgerichtet, dass bei Höchststand der Sonne (am Mittag) die im Brennglas gebündelten Sonnenstrahlen eine Pulverladung entzündeten und die Kanone abfeuerten.
Aus der früheren Neuzeit sind  die Bauernringe bekannt, einfache tragbare Ganztages-Sonnenuhren mit auf die Ringinnenfläche geworfenem Lichtfleck.

Beispiele für Öhrsonnenuhren
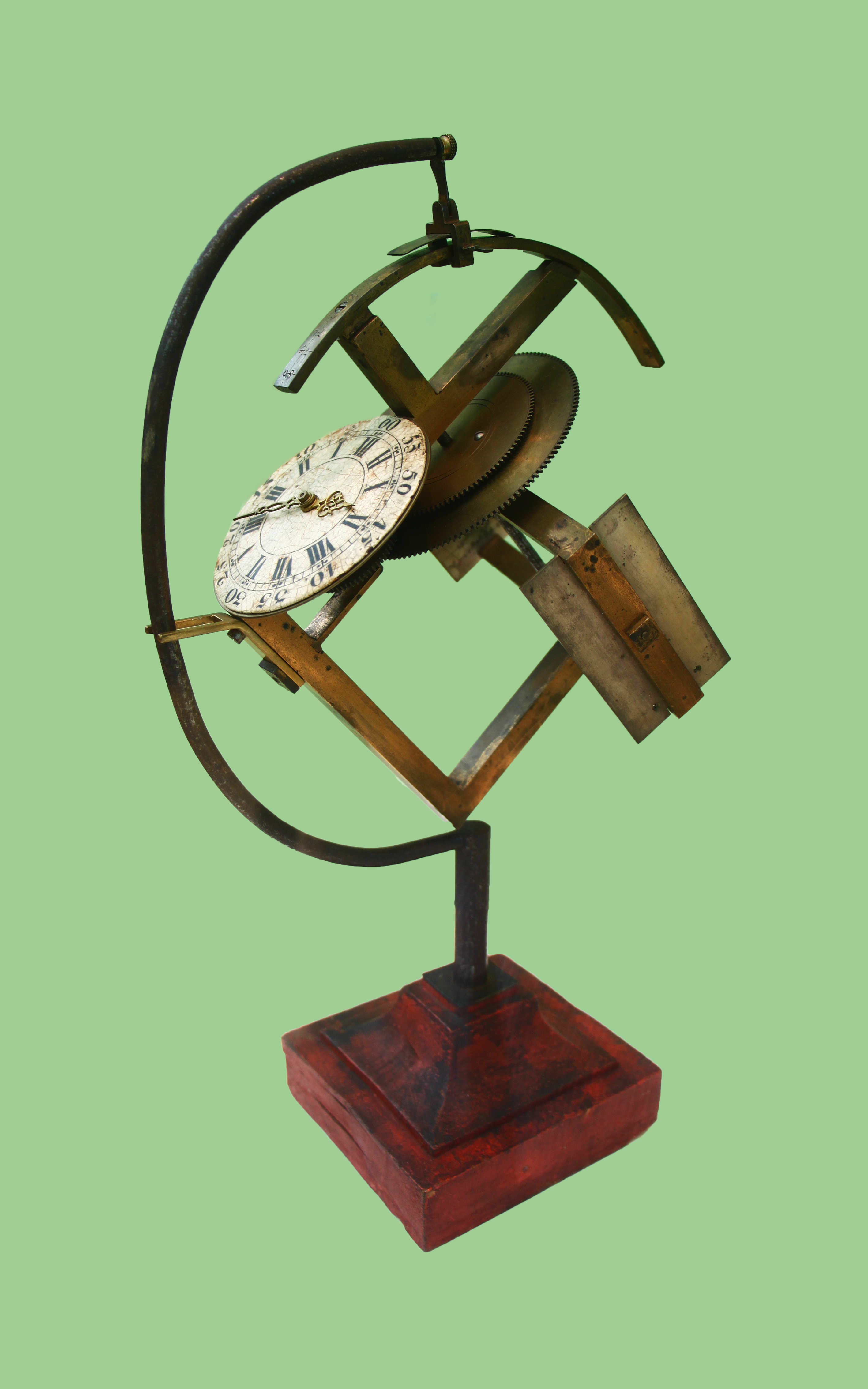
Öhrsonnenuhr von Philipp Matthäus Hahn, Kornwestheim, 1777
Öhrsonnenuhr nach Hahn (schematisch)
Mèridienne (St-Sulpice de Paris)
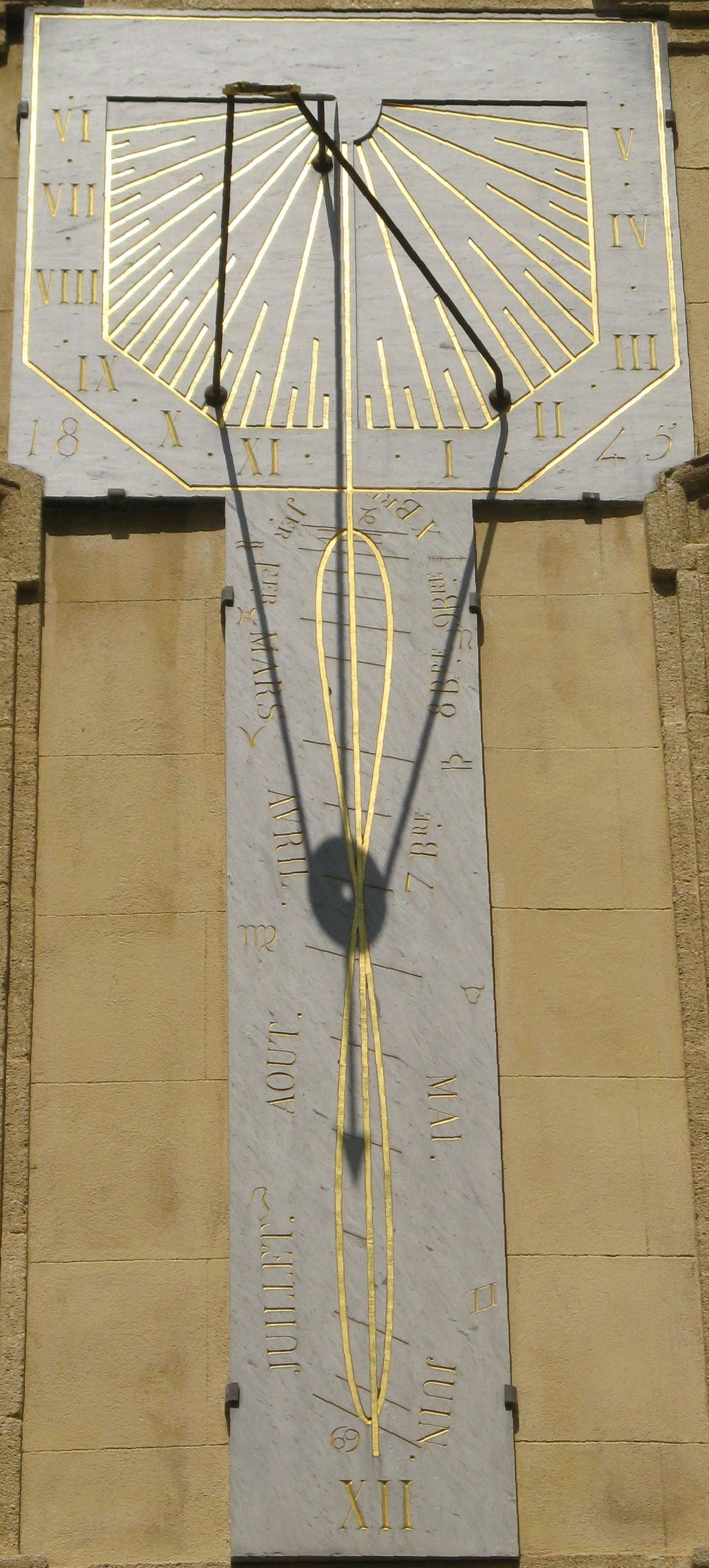
Mittagsweiser für Mittleren Mittag (Aix-en-Provence, Place Richelme)
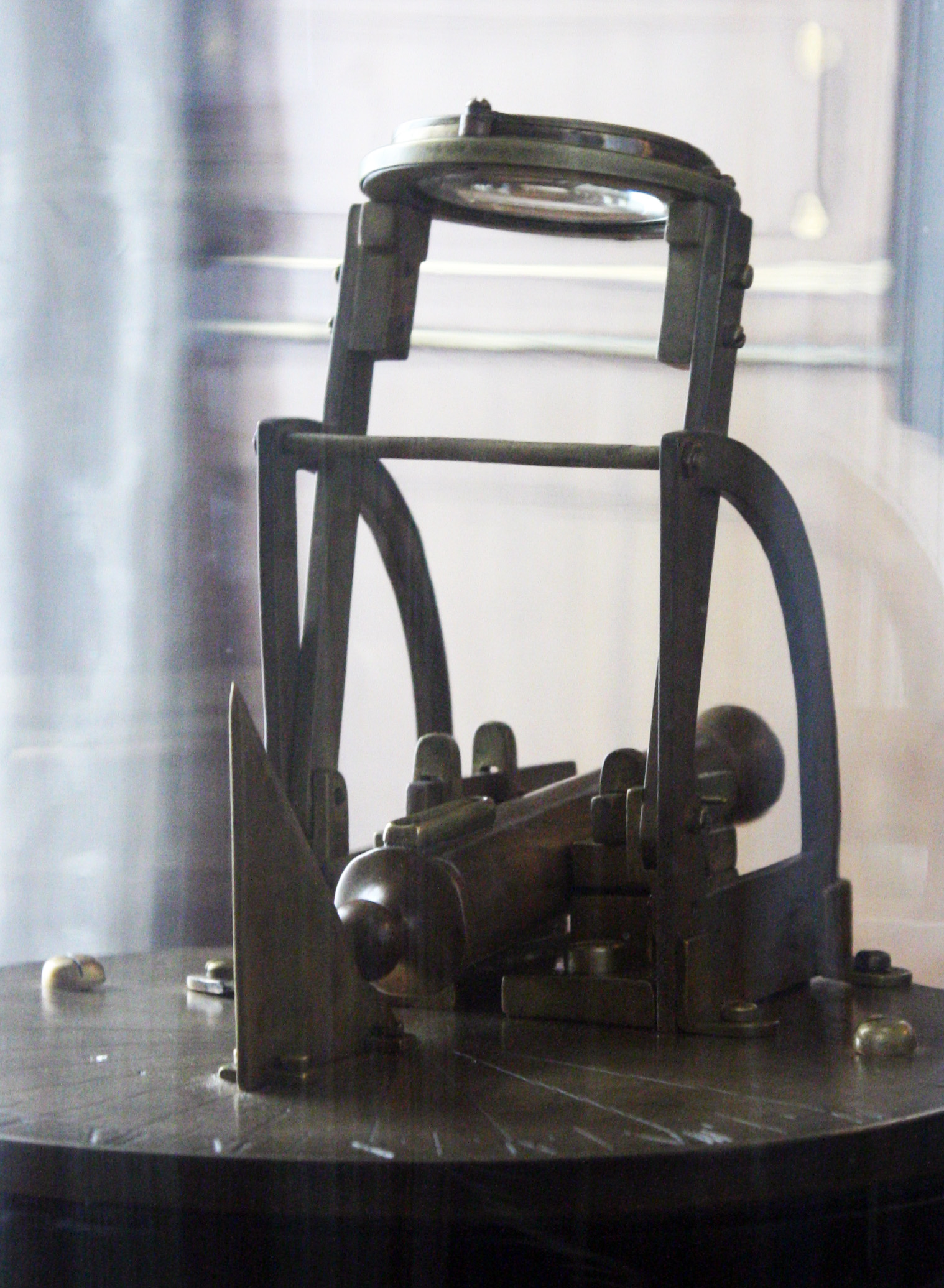
Mittagskanone (Residenzschloss Ludwigsburg)
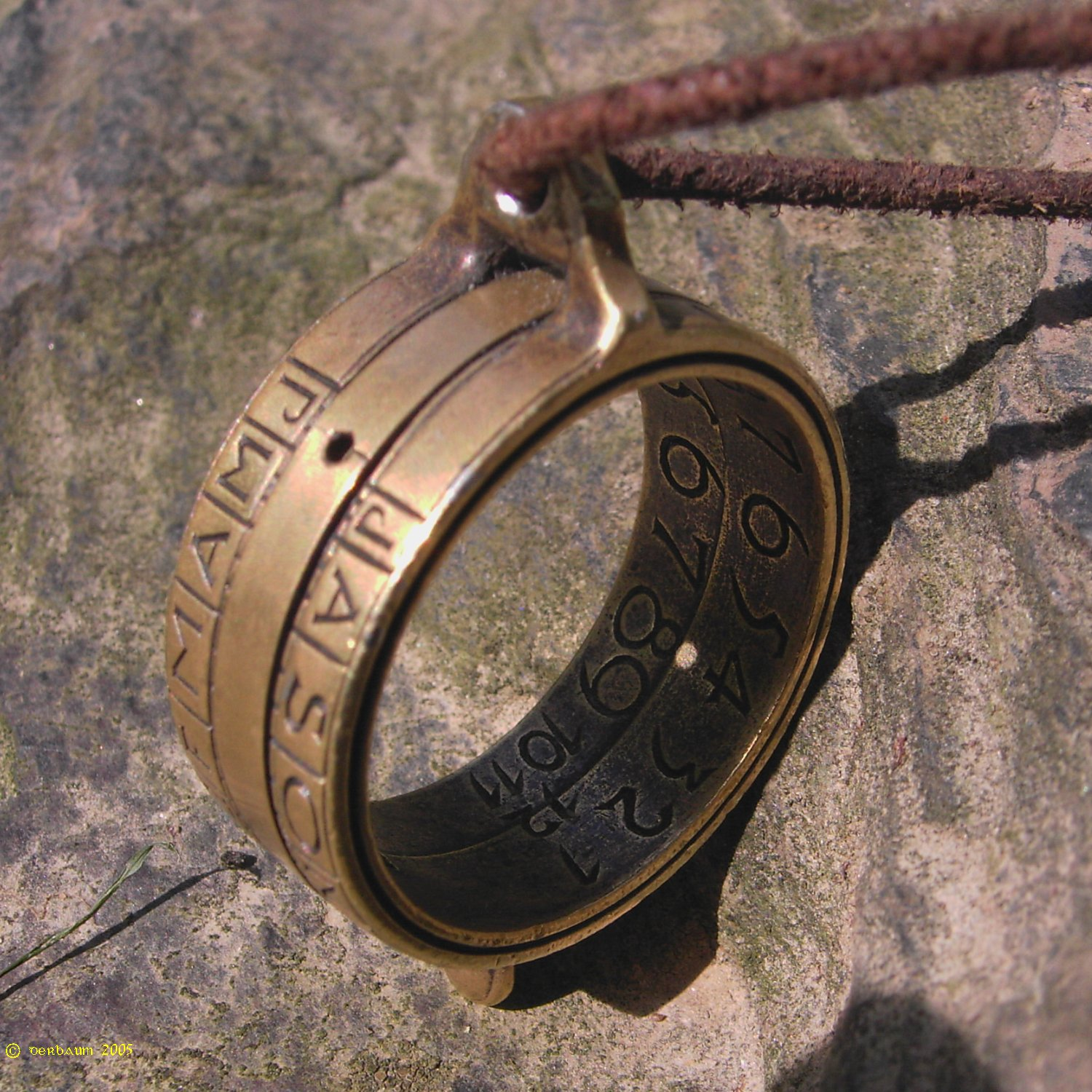
Bauernring